# Halibut Cove (Alaska)
Halibut Cove es un lugar designado por el censo ubicado en el borough de Península de Kenai, Alaska, Estados Unidos. Según el censo de 2020, tiene una población de 60 habitantes.

## Geografía
La localidad está ubicada en las coordenadas 59°34′10″N 151°13′26″O / 59.56944, -151.22389 (59.569581, -151.223764).
De acuerdo a la Oficina del Censo de los Estados Unidos, la zona tiene un área total de 29,76 km², de las cuales 21,55 km² son tierra y 8,21 km² es agua.
Los visitantes llegan a Halibut Cove en bote privado desde Homer, en el transbordador local Danny J., o en avión acuático. No hay acceso por carretera al área. El modo principal de transporte en Halibut Cove es a pie, bote, o transportes todo-terreno.

## Demografía
Según el censo de 2020, hay 60 habitantes y 24 hogares en la zona. Hay 175 unidades de vivienda. La densidad poblacional es de 2,78 habitantes por km². El 91% de los habitantes son blancos, el 5% son de dos o más razas y el 3.3% son amerindios.
De acuerdo con el censo de 2000, en ese momento había 18 hogares, de los cuales 16.7% tenían niños menores de 18 viviendo con ellos, 66.7% eran matrimonios y 33.3% eran no-familias. 33.3% de estos hogares estaban compuestos de individuos y 11.1% tenían un habitante de más de 65 años viviendo solo.
Según la Oficina del Censo en 2000 los ingresos medios por hogar en el lugar designado por el censo eran de $127.010, y los ingresos medios por familia eran $130.022. Los hombres tenían unos ingresos medios de $84.468 frente a los $46.250 para las mujeres. La renta per cápita para el lugar designado por el censo era de $89.895. Alrededor del 1,3% de la población estaban por debajo del umbral de pobreza.